# 諸葛川
諸葛川（もろくずがわ）は、北上川水系の一級河川である。

## 地理
岩手県滝沢市鵜飼臨安の春子谷地湿原に源を発し、滝沢市内、盛岡市内を経て、盛岡市下厨川稲荷向で雫石川に合流する。

## 流域の自治体
岩手県
盛岡市、滝沢市 

## 標語
"川　イキイキ　人　ウキウキ　我らの川は生きている"

## 支流

### 小諸葛川
北上川水系の諸葛川の支流。海抜137mにあり、青山駅から直線距離で1111mの所にある。

### 土沢市兵衛川
土沢市兵衛川（つちざわしせいがわ、どざわしへいがわ）は諸葛川の支流である。海抜157mにあり、厨川駅から直線距離で3052mの所にある。